# 北般若村
北般若村（きたはんにゃむら）は、かつて富山県東礪波郡に存在していた村。1954年（昭和29年）1月15日、西礪波郡戸出町と合併。現在は高岡市戸出地区の一部（北般若地区）となっている。一部を除き農村地帯であり、昔懐かしい「アズマダチ」と呼ばれる伝統建築の民家も地区内に数多く点在している。菜の花の生産が盛ん。

## 概要・地理・歴史
- 砺波平野で一般的に見られる散居村はこの地域では見られない。地域の東側を流れる庄川と、西側を流れる千保川の間の微高地に沿って南から北へ西部金屋、石代、吉住、春日の各集落が形成されている。また大清水は安土桃山時代から江戸時代初期に北陸本街道に沿って形成された街村集落である。徳市、吉住新、吉住又新集落は塊村となっている。
- 西部金屋、吉住、春日集落と戸出地区行兼、市野瀬集落の間には人家のない田園地帯が広がるが、これは江戸時代中期までの千保川の川床跡である。
- 地域の中央を南北に貫く道は中筋往来（なかすじおうらい）と呼ばれている。中筋とは庄川と千保川の間の道という意味である。中筋往来は江戸時代には井波道とも呼ばれ高岡と井波とを結んだ。井波別院 瑞泉寺にて行われる太子伝会の際には井波へ向かう人々はこの道を行列ができた。
- 中筋往来沿いの西部金屋、石代、吉住、大清水、春日の各集落には聖徳太子像（太子二歳像）が置かれ、太子信仰の強い地域としても知られている。
- 徳大寺家領の荘園・般若野荘、中世の般若郷の領域にあたり（村名も旧郷名からとられた[3]）戸出地区のなかでは最も早くから拓けていた地域である。元和期、吉住村には18件の人家があり戸出地区のなかでは最も家数が多かったという記録が残っている。また鎌倉時代の五輪塔も多く発掘されている。
- 慶長年間（1596 - 1615年）頃、前田利家が豊臣秀吉から伏見城にあった旧聚楽第の御殿を賜り、大清水村に再建して大清水御亭と呼ばれた。大清水御亭は加賀藩の御旅屋として利用された。場所は現在の戸出大清水の小字御旅屋島のあたりである。1664年（寛文4年）御殿は高岡へ移転。
- 1615年に大清水に利波郡奉行所が設置される。（菊池文書「旧記」より）
- 1652年には既に加賀藩の藩蔵である大清水御蔵が置かれていた。大清水御蔵は庄川氾濫による流出を避けるため、1660年（万治3年）に戸出へ移築。戸出御蔵へ統合。
- 下麻生村、上麻生村は江戸時代の庄川氾濫の際に左岸と右岸に分割された。左岸側は北般若村に、右岸側は中田町になった。
- 当初村役場は吉住の永願寺明35番地に置かれるが失火により高田永吉宅へ移された。
- 西部金屋地区の隣の石代地区には古くから戸出火葬場があること、西部金屋地区が高岡市の端に位置することなどの理由から、2009年に西部金屋地区に高岡市総合斎場が建設された。隣接する砺波市南般若地区と跨る形で北陸自動車道の高岡砺波スマートインターチェンジが建設され、北般若地区南部は今後益々の発展が期待されている。
- 現在、春には高岡といで菜の花フェスティバルなどで賑わっている。

## 沿革
- 1889年（明治22年）7月2日 - 町村制の施行により、西部金屋（にしぶがなや）村、落合（おちあい）村、西保新（にしぼしん）村、吉住新（よしずみしん）村、吉住又新（よしずみまたしん）村、石代（こくだい）村、吉住（よしずみ）村、増仁（ぞうに）村、大清水（おおしみず）村、徳市（とくいち）村、春日吉江（かすがよしえ）村、下麻生（しもあそう）村の内及び上麻生（かみあそう）村の内の区域をもって、北般若村が発足する。般若郷の北部に位置するためこの村名となった。
- 1954年（昭和29年）1月15日 - 西礪波郡戸出町、醍醐村、東礪波郡北般若村及び西礪波郡是戸村が合併して、西礪波郡戸出町が発足する。
- 1966年（昭和41年）2月10日 - 西礪波郡戸出町が高岡市に編入する。
- 1989年（平成元年） - 石代地区に高岡法科大学が開校。
- 1999年（平成11年） - 石代地区に高岡オフィスパークが開設。

## 歴代村長
出典→
1. 常木大助（1889年7月2日 - 1891年4月9日）
2. 吉沢節平（1891年4月16日 - 1895年7月31日）
3. 吉井次郎右衛門（1895年9月7日 - 1897年6月25日）
4. 大井長平（1897年11月11日 - 1899年8月24日）
5. 林太郎右衛門（1899年11月16日 - 1905年3月30日）
6. 常木哲平（1905年4月11日 - 1907年12月10日）
7. 梅島豊次郎（1907年12月28日 - 1909年4月16日）
8. 常木哲平（1909年5月5日 - 1911年6月23日）
9. 古瀬孫作（1911年7月4日 - 1915年7月3日）
10. 塚本久作（1915年7月15日 - 1917年9月1日死亡）
11. 高畑順（1917年10月11日 - 1922年3月28日）
12. 大井長平（1922年4月14日 - 1923年4月20日）
13. 小芝義作（1923年6月29日 - 1927年6月28日）
14. 塚本政次（1927年6月29日 - 1946年11月19日）
15. 御旅屋佐七郎（1947年4月7日 - 1951年4月4日）
16. 高畑仁十郎（1951年4月23日 - 1954年1月14日）

## 集落

### 西部金屋
- 今では西部金屋は農村であるが、江戸時代以前の西部金屋は越中屈指の鋳物産地であった。
- 西部金屋鋳物師は室町時代から河内国丹南郡日置庄の流れをくむ鋳物師が流れ着き、この地で鋳造に励んだといわれる。戦国時代から安土桃山時代にかけて隆盛を極めた。
- 徳大寺領荘園般若野荘として鎌倉時代より人家が栄え、良質の砂が産出される庄川、千保川に近く、領主であった神保氏の居城増山城にも近かったことがこの地に鋳物が発展した理由と考えられる。鉱物は庄川からの他に、石清水八幡領であった射水郡金山保（射水市青井谷）からも運び込まれていたと考えられる。
- 1611年（慶長16年）、前田利長は西部金屋鋳物師の金森弥右衛門、喜多彦右衛門、藤田与茂、金森与兵衛、金森藤右衛門、般若助右衛門、金森九郎兵衛の7名を高岡へ招聘し高岡での鋳造を奨励した。高岡鋳物は現在でも高岡銅器として全国に知られているがその原点は西部金屋にある。
- 高岡へ移った鋳物師の菩提寺は光證寺（西部金屋）及び速恩寺（砺波市秋元）にあり、鋳物師の祖先は今もこの地に眠っている。
- 7名が高岡へ移った後も残った鋳物師が西部金屋での鋳造を続けたが、次第に地の利は悪くなり衰退していった。
- 西部金屋は元禄頃までは「西保三ヶ」と呼ばれていた。保は郡郷庄保の保を指すと見られ、古くは「東保七ヶ」と呼ばれた庄川右岸の東保（砺波市東保）と一体であった。1585年（天正13年）の庄川氾濫の際、西保と東保の間に庄川の流れができて村が二分されてしまった。西部金屋にある西保神社と東保の五社神社の祭神、社人が共通であることがそれを証明している。

### 大清水

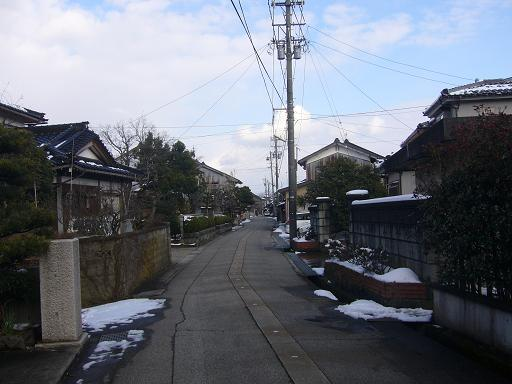
大清水の町並み

- 大清水の町並みは同じく北陸本街道沿いに成立した戸出、中田よりも早いと考えられている。加賀藩の藩蔵である大清水御蔵、大清水御旅屋、聚楽亭などが置かれた。また礪波郡の奉行所が置かれた時期もあり安土桃山時代から江戸時代かけてはこの地方の中心地として栄えた。
- その後、大清水御蔵の戸出御蔵への併合、大清水御旅屋の廃止等があり宿場町としての機能も低下。現在の静かな町並みを呈するに至っている。大清水御旅屋の名残として集落東側には「御旅屋」姓の家が6軒（2008年）ある。全国の御旅屋姓（33軒、2003年電話帳）は全て大清水に縁があるともいわれる。

### 増仁

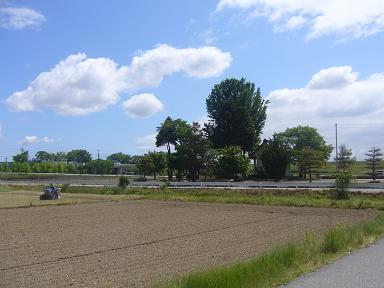
増仁神明社

- 増仁集落は江戸時代の度重なる庄川の氾濫により廃村となったが神社だけは増仁神明社として残っている。
- 神社だけが残る例は珍しく庄川の暴威を遺す史跡としても貴重である。

## 教育
- 高岡法科大学（石代地区）
- 高岡市立戸出東部小学校（大清水地区）
- 高岡市立戸出東部保育園（大清水地区）

## 神社
- 西保神社
- 石代八幡社
- 戸隠神社
- 吉住熊野神社
- 吉住八幡社
- 吉住新神明社
- 吉住又新神明社
- 大清水神社
- 増仁神明社
- 春日神社
- 徳市神明社